# Всіхсвятська церква (Гадяч)
Всіхсвятська церква — цегляна церква у місті Гадяч Гадяцького району Полтавської області. Пам'ятка архітектури національного значення, охоронний № 584.

## Історія
Церква в ім’я Всіх Святих у м. Гадяч споруджена 1830–1836 на міському кладовищі. 
У 1895, 1901 значиться як приписна до соборної церкви Успіння Пресвятої Богородиці.
У 1901 володіла церковним капіталом у сумі 2054 руб. 1902 мала церковну сторожку, 12 дес. землі під кладовищем.
Релігійна громада відновила діяльність під час німецької окупації. Діяла в післявоєнні роки. 

## Сучасність
Релігійна громада зареєстрована органами державної влади 26.05.1992 р. за № 47 як громада УПЦ. Богослужіння проводяться у культовій споруді. При протоієрею Степану (Кавчак) проведено капітальний ремонт храму, відновлення іконостасу,  до храму добудована дзвіниця та побудовано в'їзну браму. 

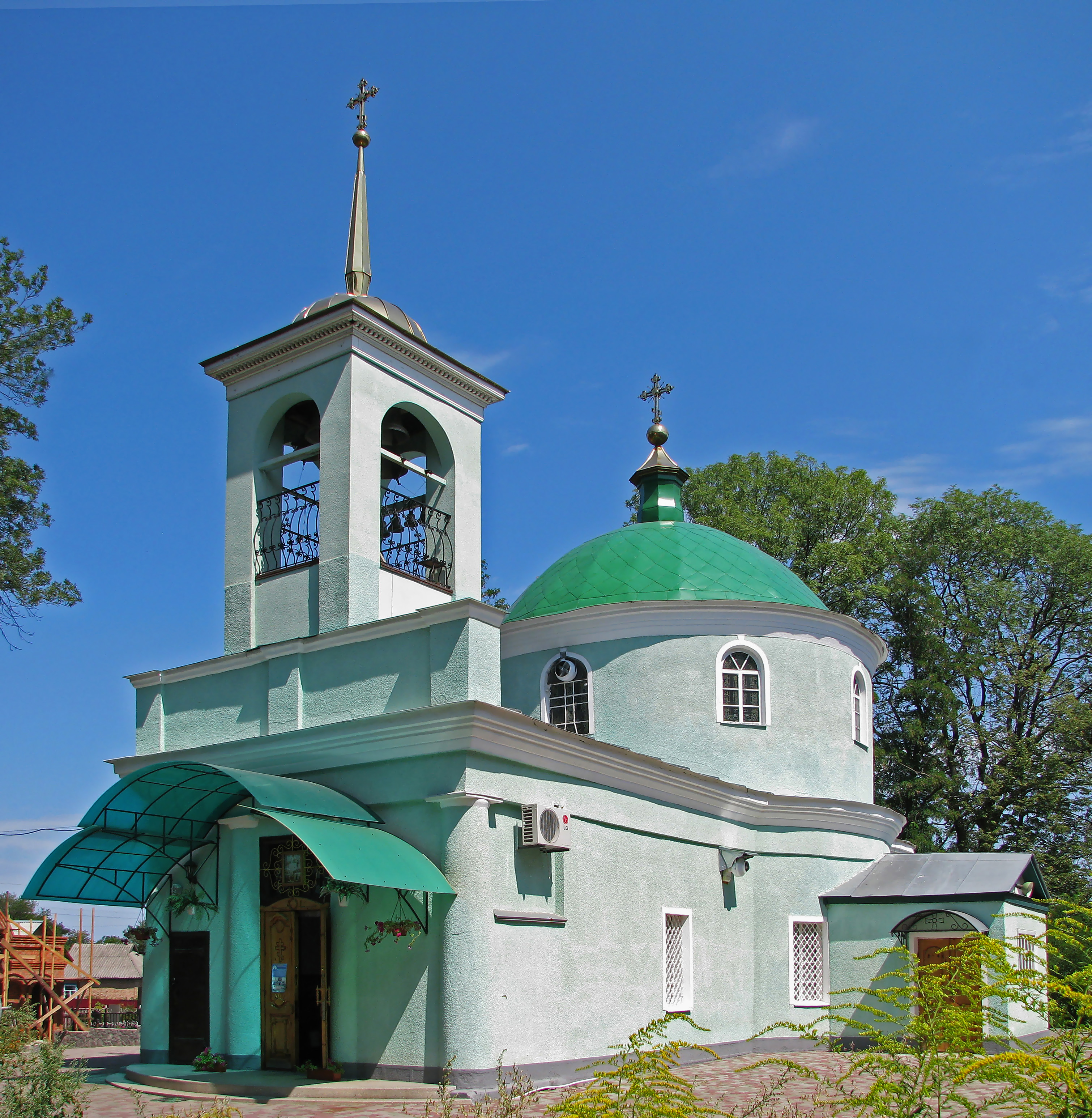
All Saints Church in Hadiach, Poltava Oblast

## Архітектура
Мурована, потинькована, тридільна, однобанна, з круглою в плані центральною частиною, напівкруглою апсидою та квадратним бабинцем. Великий напівсферичний купол на невисокому циліндричному барабані надає споруді приземкуватого вигляду. Над прямокутною в плані західною частиною – квадратна в плані дзвіниця, увінчана гранчастим шпилем. Західний фасад споруди вирішений у вигляді чотирьохколонного портика з аттиком. Простір між колонами закладено. З південного та північного боків до церкви примикають дерев’яні тамбури.